# استاندارد چارترد پاکستان
استاندارد چارترد پاکستان (انگلیسی: Standard Chartered Pakistan) شرکت خدمات مالی و بانکداری پاکستانی است، که در سال ۱۸۶۳ تأسیس شد.